# Henri Castonnet des Fosses
Henri Louis Castonnet des Fosses, né le 8 juin 1846 à Angers et mort le 2 mai 1898 à Nantes, est un avocat, historien et géographe français, spécialiste de l'histoire de l'Inde.

## Biographie
Fils de Gustave Castonnet-Desfosses, docteur en médecine, professeur à l'École de médecine d'Angers, président de la  Société de médecine, et d'Aline Brullé.
Avocat à la Cour d'appel de Paris, il est président de la Société de géographie commerciale. Il collabore notamment à L'Exploration, à l'Instruction publique, au Moniteur universel, à la Gazette de France, à la Réforme sociale, à la Revue de l'histoire des religions.
Il fonde une médaille pour une recherche en géographie.

## Décorations
- Officier de l'Instruction publique
- Officier du Nichan Iftikhar

## Publications
- L'Inde française au XVIIIe siècle (1898)
- Comment l'Angleterre est devenue une puissance commerciale et coloniale (1897)
- L'Abyssinie et les italiens (1897)
- La Crète et l'hellénisme (1897)
- Les Origines du peuple mexicain (1897)
- La Civilisation de l'ancien Pérou (1896)
- La Question du Soudan (1894)
- Le Brahmanisme (1894)
- L'Europe en 1788 (1894)
- Le centenaire de Christophe Colomb, la découverte de l'Amérique, ses conséquences économiques, l'Europe et l'Amérique il y a quatre siècles (1893)
- La perte d'une colonie, la révolution de Saint-Domingue (1893)
- La Tunisie (1892)
- A travers la Perse (1891)
- La Boullaye Le Gouz, sa vie et ses voyages (1891)
- Jean Bodin, sa vie et ses œuvres (1890)
- L'Annam au moyen âge (1889)
- Cuba et Puerto-Rico (1889)
- La France, l'Angleterre et l'Italie dans la Mer Rouge (1889)
- La Macédoine et la politique de l'Autriche en Orient (1889)
- Le Pèlerinage de La Mecque, ses influences politiques et commerciales (1889)
- Dupleix, ses dernières luttes dans l'Inde (1889)
- Le Commerce du Japon (1889)
- Pierre Poivre, sa vie et ses voyages (1889)
- La Chine industrielle et commerciale (1888)
- La Rivalité de Dupleix et de La Bourdonnais (1888)
- François Bernier, ses voyages dans l'Inde (1888)
- Dupleix, ses expéditions et ses projets (1888)
- Paulin Paris (1887)
- La France dans l'Extrême-Orient : l'Inde française avant Dupleix (1887)
- La Bulgarie (1887)
- Le Maroc tel qu'il est (1887)
- Le père Joseph, sa vie religieuse (1887)
- La Louisiane sous la domination française (1887)
- Les Portugais au Maroc (1886)
- L'Université de Coïmbre (1886)
- La Crète, conférence faite, le 22 février 1886, à la Société de géographie commerciale (1886)
- L'État des personnes en France avant 1789 (1886)
- L'Espagne telle qu'elle est, ses habitants, ses mœurs, ses productions, son commerce (1886)
- Le Carnaval de Venise au XVIIIe siècle, les derniers jours de la République (1886)
- Les Intérêts français à Madagascar (1886)
- La Poésie pastorale portugaise (1886)
- Saint-Domingue sous Louis XV (1886)
- Le R. P. Charles de Mon (1886)
- La révolution et les clubs dans l'Inde française (1885)
- François Bernier (1885)
- Madagascar (1884)
- Pondichéry au XVIIe siècle (1884)
- L'Ile de Saint-Domingue au XVIIIe siècle (1884)
- M. de Durfort de Civrac, maire de Pondichéry (1790-1792) (1884)
- Les Relations de la Chine et de l'Annam (1884)
- Les relations de la France avec le Tongkin et la Cochinchine (1883)
- Une Lettre inédite de La Boullaye Le Gouz (par H. Castonnet Des Fosses) (1883)
- Rapports du Tonkin et de la Cochinchine avec la France aux dix-septième et dix-huitième siècles (1883)

## Sources
- Dictionnaire de biographie française, 1956
- Henry Scholberg, Emmanuel Divien, Bibliographie des Français dans l'Inde, 1973